# Josep Maria Cuenca Flores
Josep Maria Cuenca Flores (Barcelona, 1966) és escriptor i periodista en dues llengües: català i castellà, i docent d'ensenyament mitjà i educació d'adults. És llicenciat en Geografia i història per la Universitat de Barcelona. Ha estat lector per a diverses editorials i és, així mateix, traductor i col·laborador, des de fa més de dues dècades, de diversos mitjans escrits.

## Obres

### Assaig, història, periodisme
- Grimpaires sobre rodes (Tremp, Garsineu, 1998) ISBN 978-84-88294-90-6
- Muntanyes de gent i de paraules (Tremp, Garsineu, 2001) ISBN  978-84-95194-31-2
- amb Francesc Candel: Els altres catalans del segle XXI (Barcelona, Planeta, 2001) ISBN 978-84-08-03736-1
- Alguna cosa més que un escenari (Tremp, Garsineu, 2006) ISBN 978-84-95194-95-4
- Sobre les muntanyes del nord (Tremp, Garsineu, 2016) ISBN 978-84-945275-1-7
- amb Francesc Prats: Història del Club de Futbol Tremp (Tremp, Garsineu, 2017) ISBN 978-84-9463-284-6
- Escritos lamentables (Barcelona, Carena Edicions, 2021) ISBN 978-84-1832-331-7

### Biografies
- El Pallars revisitat: la mirada fotogràfica de Joaquim Morelló a principis del segle XX (Tremp, Garsineu, 2002) ISBN 978-84-95194-40-4
- Melcior Mauri o una altra forma de lluitar contra el temps (Valls, Cossetània, 2008) ISBN 978-84-9791-330-0
- Ignasi Canals i Tarrats: un excel·lent (i efímer) fotògraf de muntanya (Barcelona, CEC, 2009) ISBN 978-84-613-0405-9
- Mientras llega la felicidad. Una biografía de Juan Marsé (Barcelona, Anagrama, 2015) ISBN 978-84-339-0797-4[1]

### Novel·la
- Una aproximación [finalista del Premio Desnivel de Literatura 2016] (Madrid, Desnivel, 2017) ISBN 978-84-9829-384-5